# Valentin de Passau
Valentin de Passau ou Valentin de Rhétie, né vers le début du Ve siècle et mort vers 475 à Mais près de Mérano, dans le Tyrol du Sud, est le premier évêque de Passau. Il est vénéré comme saint par l'Église catholique, et fêté le 7 janvier.    

## Biographie

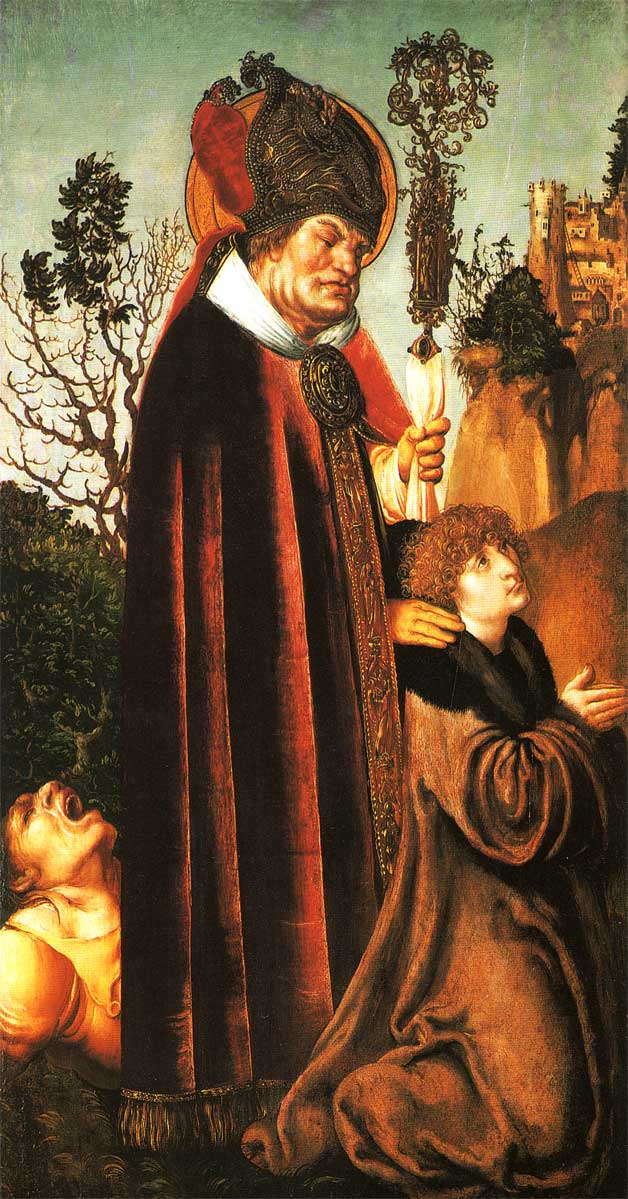
St Valentin et un donateur agenouillé, Lucas Cranach l'Ancien (v. 1503), Académie des Beaux-Arts de Vienne, Autriche.

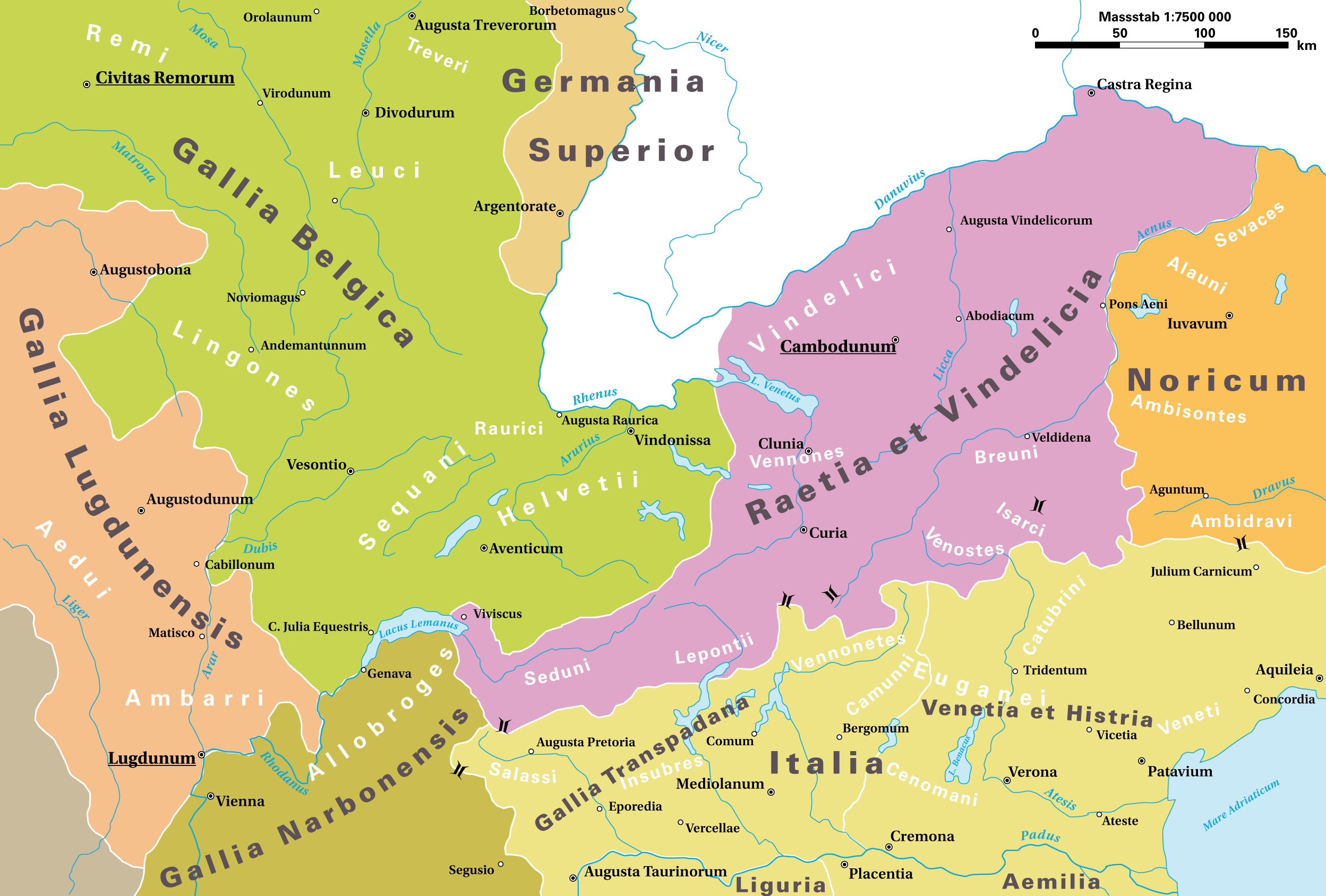
La Rhétie romaine en rose.

Son existence est relatée dans la Vita Severini d'Eugippe, la Vita S. Martini de Venance Fortunat, et plus tard, dans la Vita S. Corbiniani d'Aribon de Freising.
Valentin vécut à l'époque des invasions barbares du Ve siècle. Venu des Pays-Bas actuels, il partit à Rome en pèlerinage dans les années 440. Durant son séjour, il fut reçu par le pape Léon le Grand qui lui demanda d'évangéliser les régions romaines de la Rhétie et de la Norique. 
Rencontrant des difficultés dans son entreprise, il retourna à Rome pour demander au pape de l'envoyer ailleurs. Au contraire, celui-ci l'exhorta, le consacra évêque de Passau, et lui demanda de poursuivre sa mission. Alors il s'efforça de christianiser cette vaste région située entre le col du Saint-Gothard, Coire, Bressanone, Ratisbonne et Passau. Cependant, la population alpine (descendant des Rhètes) était toujours imprégnée de paganisme ou adhérait à la doctrine arienne. Même si certains étaient déjà chrétiens ou acceptaient de le devenir, la tâche parût décidément trop ardue à Valentin qui partit dans les Alpes grisonnes, où son enseignement réussit davantage.
Il mena donc une vie de missionnaire itinérant tout en établissant un ermitage au fort de Mais à Zenoberg (village de Tyrol dans le Tyrol du Sud). C'est là qu'il mourut vers 475 en ermite. Une église Saint-Valentin fut bâtie à l'endroit de son enterrement. Venance Fortunat la mentionne au VIe siècle comme Valentini benedicti templa en s'y rendant en pèlerinage, comme saint Corbinien le fera également. Puis son corps fut déplacé à Trente par les Lombards, avant d'être envoyé à Passau, en 765, par le duc Tassilon III de Bavière. 

## Culte
Valentin est considéré comme protégeant contre l'épilepsie, les convulsions, la goutte et les épizooties du bétail. Il est représenté en évêque avec un enfant malade allongé à ses pieds pour symboliser l'épilepsie. 
Il est le saint patron principal du diocèse de Passau, avec Maximilien de Lorch et Conrad de Parzham. Quelques-unes de ses reliques se trouvent dans le premier autel du bas-côté droit de la cathédrale de Passau.

## Fête
- Sa mémoire (memoria ad libitum) est fêtée le 7 janvier, principalement dans les pays germanophones, et sa fête est également célébrée le 1er juillet dans le diocèse de Passau[4],[5].

### Articles liés
- La Saint-Valentin du 14 février est la fête d'un autre saint du même nom, saint Valentin de Terni.
- Liste des évêques de Passau